# Connie Morella
Connie Morella, all'anagrafe Constance Albanese (Somerville, 12 febbraio 1931), è una politica statunitense, in precedenza membro della Camera dei Rappresentanti per lo stato del Maryland. La Morella è stata l'unica repubblicana nell'intero Congresso a votare contro l'impiego delle forze armate in Iraq sia nel 1991 che nel 2002.
Si schierò contro le posizioni del partito anche sulle questioni dell'aborto, del controllo delle armi, dei diritti degli omosessuali e della condizione ambientale. Ha votato a favore dell'utilizzo di fondi governativi per i contraccettivi, per la riabilitazione dei tossicodipendenti ed ha favorito l'uso della marijuana per scopi terapeutici.
Nel 2003 il Presidente George W. Bush l'ha nominata ambasciatrice presso l'Organizzazione per la Cooperazione e lo Sviluppo Economico. È membro onorario dell'Organizzazione Nazionale delle Donne Italoamericane.